# Arthur Gütt
Arthur Julius Gutt, né le 17 août 1891 à Michelau (en) et mort le 2 mars 1949, est un médecin allemand.

## Biographie
Arthur Julius Gutt est le fils d'un propriétaire terrien. Il étudie la médecine de 1911 à 1914 et de 1917 à 1918. Au cours de la Première Guerre mondiale, il sert comme médecin de terrain et reçoit la Croix de Fer 2e classe. De novembre 1914 à décembre 1916, il est prisonnier en Russie et envoyé en Sibérie. Début décembre 1918, il travaille comme médecin à Popelken (de). En 1919, il obtient son doctorat à Königsberg.
En 1924, il devient chef du district du mouvement de libération allemande nationaliste. Il a également été l'un des fondateurs des combattants du Front League Frontbann. En 1931 il travaille comme médecin dans l'arrondissement de Wandsbek. En novembre 1932, il rejoint le NSDAP.
Le 1er mai 1933, il travaille au ministère de l'Intérieur, dans le Bureau de la santé publique et dirige aussi l'étude d'anthropologie sur l'hérédité humaine et l'eugénisme. Il est considéré comme le père de la loi pour la prévention de la descendance génétique des malades, loi qui entre en vigueur le 14 juillet 1933. Comme l'un des principaux partisans de l'eugénisme nazi, il a publié de nombreux livres et essais sur l'hygiène raciale nazie.
Le 9 novembre 1933, il devient Untersturmführer. À partir de 1935, il est chef de la santé publique au ministère de l'Intérieur et président du Service de santé à Potsdam. Le 1er juin 1935 il est nommé chef du Bureau politique et de l'eugénisme de la population.
En 1936, il est membre du Comité du Reich pour la protection du sang et éditeur de magazines sur la race et société biologie allemande. Il devient membre du Lebensborn et, en 1939, secrétaire au service de la commission du Reich pour le Service de la santé publique.
Cette année-là, il subit un accident de chasse avec des blessures graves. Le 6 septembre 1939, cinq jours après le début de la Seconde Guerre mondiale, il prend sa retraite du ministère de l'Intérieur. Il est remplacé en septembre 1939 par Leonardo Conti. En 1940, il est promu SS-Obergruppenführer.
En avril 1942, il est adjoint médecin dans la réserve et en avril 1944 pour le personnel de la SS Reichsführer. Après la Seconde Guerre mondiale il est brièvement interné.
Il meurt le 2 mars 1949.